# 李瀚章
李瀚章（1821年—1899年），字筱泉，一作小泉，安徽合肥磨店乡（今属安徽瑶海区）人，清朝大臣。李文安之子，李鴻章之長兄。

## 生平
瀚章以拔贡生任知县，署永定，调益阳，改善化。曾国藩治湘军，征召其主管饷运，累官江西吉南赣宁道台，调广东督粮道，历任按察使、布政使。同治四年（1865年），擢湖南巡抚，抗击太平军。
同治六年（1867年），调江苏巡抚。未到任即改代理湖广总督。同治七年（1868年），调浙江巡抚，再署湖广总督，不久正式授职。光绪元年（1875年），调四川。次年，又督湖广。瀚章在湖广任职最长，先后任职四次，都与其弟李鸿章交替，其母常年居住在武昌官所，人以为荣。不久，因丁忧离职，居家六年，再起用为漕运总督。不久，移两广总督。
闱姓，是一種廣東流行的賭博，由賭場販賣彩券，供鄉民簽賭，猜科舉上榜者的姓名，广东原有闱姓捐，其中四成用于军饷，被巡抚马丕瑶革除。清朝日本甲午战争爆发，瀚章请求恢复收缴，以备海防，结果舆论大哗，於是以病归。光绪二十五年（1899年）卒，谥勤恪。

## 後代
有子十一人：
- 长子李经畬，曾任光禄大夫，二品顶戴。
- 次子李经楚，交通银行首任总经理。
- 三子李經滇，李國瑊生父
  - 李國瑊，曾執教於臺灣清華大學，省立法商學院教授、教務長。生子三，家振，家同，家衍。
    - 李家振
    - 李家同，曾任國立清華大學代理校長、靜宜大學以及國立暨南國際大學校長、暨大資訊工程學系及資訊管理學系教授。於2008年5月31日卸下暨南大學教授職務退休。2009年獲中華民國總統府聘為無給職資政。目前在國立清華大學擔任教職。2011年1月6日獲教育部頒予一等教育文化獎章。
    - 李家衍
- 四子李經湘
- 五子李經沅
- 六子李經澧
- 七子李經灃
- 八子李經湖
- 九子李經淮，李國瑊過繼到九房
- 十子李經粵
- 十一子李經淦
- 九女李敬萱，嫁聶缉槼七子聶其煐（慎馀）。
- 女儿李佩生，嫁聶長榮，生長子聶文杰，長孫聶昌頤，長曾孫聶丹。

## 延伸阅读
[在维基数据编辑]
 《清史稿·卷447》，出自趙爾巽《清史稿》